# Cuescomapa
Cuescomapa är en ort i Mexiko.   Den ligger i kommunen Cualác och delstaten Guerrero, i den sydöstra delen av landet, 200 km söder om huvudstaden Mexico City. Cuescomapa ligger 2 090 meter över havet och antalet invånare är 192.
Terrängen runt Cuescomapa är huvudsakligen kuperad. Cuescomapa ligger uppe på en höjd. Runt Cuescomapa är det ganska tätbefolkat, med 108 invånare per kvadratkilometer. Närmaste större samhälle är Tlapa de Comonfort, 18,9 km sydost om Cuescomapa. I omgivningarna runt Cuescomapa växer huvudsakligen savannskog.